# Moncada
Moncada (em castelhano e oficialmente) ou Montcada (em valenciano) é um município da Espanha na província de Valência, Comunidade Valenciana. Tem 15,6 km² de área e em 2021 tinha 21 875 habitantes (densidade: 1 402,2 hab./km²).

## Demografia
| Variação demográfica do município entre 1991 e 2004[carece de fontes?] | Variação demográfica do município entre 1991 e 2004[carece de fontes?] | Variação demográfica do município entre 1991 e 2004[carece de fontes?] | Variação demográfica do município entre 1991 e 2004[carece de fontes?] |
| ---------------------------------------------------------------------- | ---------------------------------------------------------------------- | ---------------------------------------------------------------------- | ---------------------------------------------------------------------- |
| 1991                                                                   | 1996                                                                   | 2001                                                                   | 2004                                                                   |
| 17898                                                                  | 18420                                                                  | 18631                                                                  | 20146                                                                  |